# Atletisme als Jocs Olímpics d'Estiu de 2024 - 20km Marxa masculí
La prova de 20Km Marxa masculina d'Atletisme als Jocs Olímpics de París 2024 serà la 18a edició de l'esdeveniment en unes Olimpíades. La prova es disputarà l'1 d'agost del 2024 al Pont d'Iéna, sobre el riu Sena de París.
L'italià Massimo Stano és el vigent campió de la prova olímpica, després de guanyar la medalla d'or als Jocs Olímpics de Tòquio 2020. Les medalles de plata i bronze foren pels japonesos Koki Ikeda i Toshikazu Yamanishi.
L'equip de la Unió Soviètica és la selecció més guardonada, amb 3 medalles d'or, 3 medalles de plata i 3 medalles de bronze, en les 17 edicions que l'esdeveniment ha estat present als Jocs Olímpics. L'atleta soviètic Volodímir Holubnitxi, amb 2 medalles d'or, 1 medalla de plata i 1 medalla de bronze, és l'atleta més guardonat en tota la història de la competició.

## Format
Els 20 quilòmetres marxa són una prova disputada en ruta i únicament a l'aire lliure. La competició consistirà en una sola cursa, on hi participaran els 48 atletes classificats. Els 3 atletes que quedin al capdavant, obtindran les medalles.

## Classificació
Hi ha dues maneres de classificar-se per la prova olímpica. La forma principal és superant la marca estàndard de classificació (que per aquesta edició són 1:20:10 hores), en qualsevol prova organitzada o supervisada per la Federació Internacional d'Atletisme, entre l'1 de novembre de 2022 i el 30 de juny de 2024. Depenent dels llocs que sobrin es podran classificar els atletes que no hagin aconseguit aquesta marca mitjançant les places universals i el rànquing atlètic i fent prevaler la diversitat geogràfica. S'ha de tenir en compte que només es podran classificar un màxim de 3 atletes per país i en cas que sigui superior, cada federació haurà d'escollir els 3 marxistes que consideri per participar en les Olimpíades.
| Mètode de classificació    | Places | País      | Atleta                  |
| -------------------------- | ------ | --------- | ----------------------- |
| Marca estàndard - 1:20:10h | 3      | Austràlia | Declan Tingay           |
| Marca estàndard - 1:20:10h | 3      | Austràlia | Kyle Swan               |
| Marca estàndard - 1:20:10h | 3      | Austràlia | Rhydian Cowley          |
| Marca estàndard - 1:20:10h | 3      | Espanya   | Álvaro Martín           |
| Marca estàndard - 1:20:10h | 3      | Espanya   | Diego García            |
| Marca estàndard - 1:20:10h | 3      | Espanya   | Alberto Amezcua         |
| Marca estàndard - 1:20:10h | 3      | Equador   | David Hurtado           |
| Marca estàndard - 1:20:10h | 3      | Equador   | Brian Pintado           |
| Marca estàndard - 1:20:10h | 3      | Equador   | Jordy Jiménez           |
| Marca estàndard - 1:20:10h | 3      | Índia     |                         |
| Marca estàndard - 1:20:10h | 3      | Índia     |                         |
| Marca estàndard - 1:20:10h | 3      | Índia     |                         |
| Marca estàndard - 1:20:10h | 3      | Japó      |                         |
| Marca estàndard - 1:20:10h | 3      | Japó      |                         |
| Marca estàndard - 1:20:10h | 3      | Japó      |                         |
| Marca estàndard - 1:20:10h | 3      | Mèxic     | José Luis Doctor        |
| Marca estàndard - 1:20:10h | 3      | Mèxic     | Andrés Olivas           |
| Marca estàndard - 1:20:10h | 3      | Mèxic     | Noel Chama              |
| Marca estàndard - 1:20:10h | 3      | Xina      |                         |
| Marca estàndard - 1:20:10h | 3      | Xina      |                         |
| Marca estàndard - 1:20:10h | 3      | Xina      |                         |
| Marca estàndard - 1:20:10h | 2      | França    | Aurélien Quinion        |
| Marca estàndard - 1:20:10h | 2      | França    | Gabriel Bordier         |
| Marca estàndard - 1:20:10h | 2      | Itàlia    | Francesco Fortunato     |
| Marca estàndard - 1:20:10h | 2      | Itàlia    | Massimo Stano           |
| Marca estàndard - 1:20:10h | 1      | Alemanya  | Cristopher Linke        |
| Marca estàndard - 1:20:10h | 1      | Brasil    | Caio Bonfim             |
| Marca estàndard - 1:20:10h | 1      | Canadà    | Evan Dunfee             |
| Marca estàndard - 1:20:10h | 1      | Colòmbia  | Éider Arévalo           |
| Marca estàndard - 1:20:10h | 1      | Finlàndia | Aku Partanen            |
| Marca estàndard - 1:20:10h | 1      | Guatemala | José Alejandro Barrondo |
| Marca estàndard - 1:20:10h | 1      | Kenya     | Samuel Gathimba         |
| Marca estàndard - 1:20:10h | 1      | Perú      | César Augusto Rodríguez |
| Marca estàndard - 1:20:10h | 1      | Suècia    | Perseus Karlstrom       |
| Marca estàndard - 1:20:10h | 1      | Turquia   | Salih Korkmaz           |
| Rànquing atlètic           | 1      |           |                         |
| Places universals          | 1      |           |                         |

## Medaller històric
| Posició | País              | Or | Argent | Bronze | Total |
| ------- | ----------------- | -- | ------ | ------ | ----- |
| 1       | URSS              | 3  | 3      | 3      | 9     |
| 2       | Itàlia            | 3  | 0      | 3      | 6     |
| 3       | Mèxic             | 2  | 3      | 1      | 5     |
| 4       | Xina              | 2  | 1      | 1      | 4     |
| 5       | Alemanya de l'Est | 1  | 2      | 3      | 6     |
| 6       | Rússia            | 1  | 1      | 1      | 3     |
| 7       | Equador           | 1  | 1      | 0      | 2     |
| 7       | Espanya           | 1  | 1      | 0      | 2     |
| 9       | Regne Unit        | 1  | 0      | 1      | 2     |
| 10      | Txecoslovàquia    | 1  | 0      | 0      | 1     |
| 10      | Polònia           | 1  | 0      | 0      | 1     |
| 12      | Austràlia         | 0  | 1      | 3      | 4     |
| 13      | Japó              | 0  | 1      | 1      | 2     |
| 14      | Guatemala         | 0  | 1      | 0      | 1     |
| 14      | Canadà            | 0  | 1      | 0      | 1     |
| 14      | Alemanya          | 0  | 1      | 0      | 1     |